# Henk Jan Verhagen

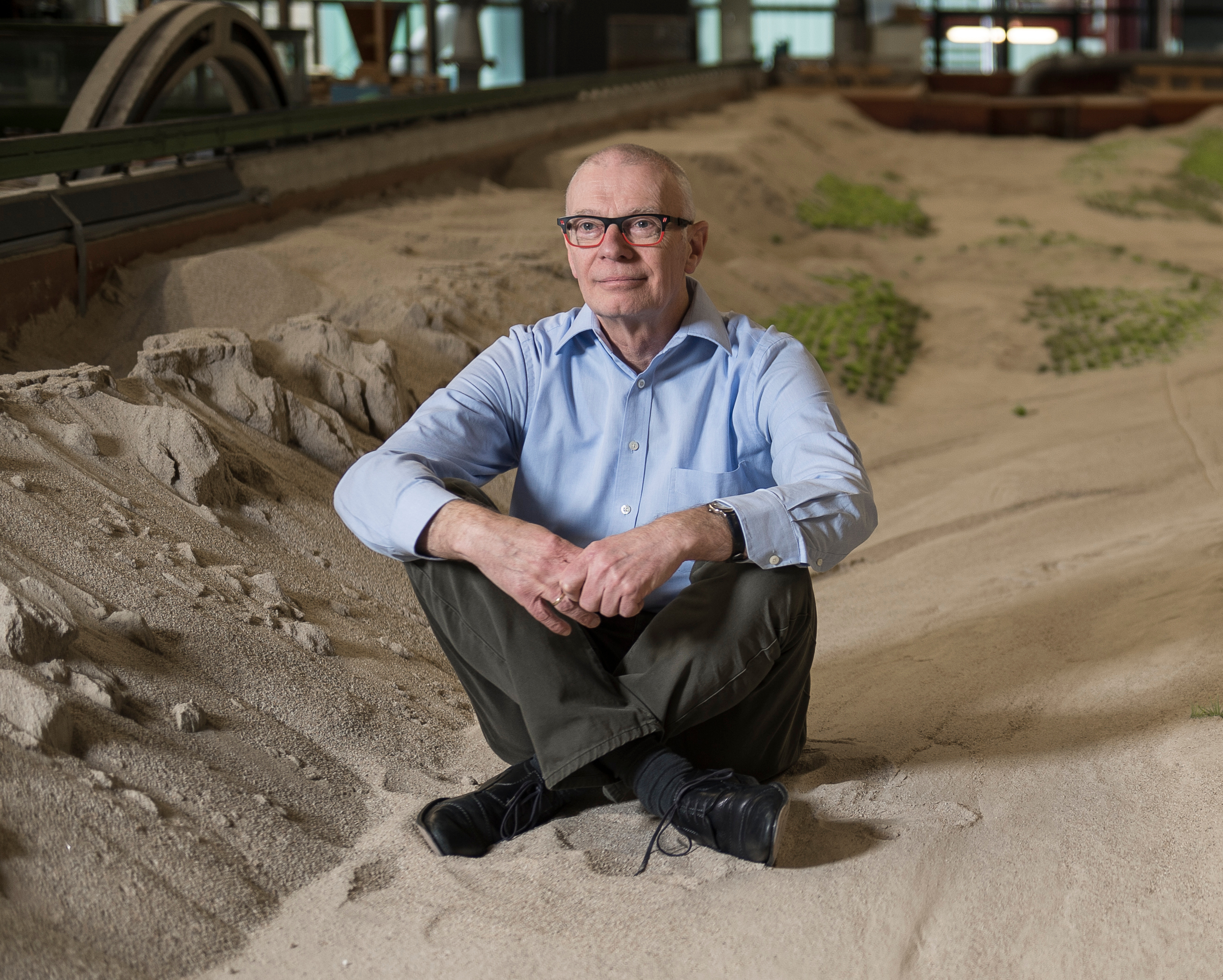
Henk Jan Verhagen in het hydraulisch lab van TU Delft, 2017

Henk Jan Verhagen (Vlaardingen, 12 maart 1952) is een Nederlands kustwaterbouwkundig ingenieur. Na zijn HBS opleiding in Nijmegen ging hij studeren aan de Technische Hogeschool Delft, waar hij in 1978 het diploma civiel ingenieur behaalde.

## Hydronamic
Daarna ging hij werken bij Hydronamic,  het ingenieursbureau van Boskalis. Hier heeft hij zich met name beziggehouden met de ontwikkeling van mathematische waterloopkundige modellen en die onder meer toegepast voor estuaria van de Taag en de Douro in Portugal. Ook heeft hij onderzoek gedaan naar het gedrag van ijsschotsen in de MacKenzie rivier in Canada ten behoeve van de bouw van kunstmatige eilanden.

## Rijkswaterstaat
In 1983 trad hij in dienst van Rijkswaterstaat, in eerste instantie bij de Adviesdienst Vlissingen, toen deze dienst in het kader van de beëindiging van de Deltawerken werd opgeheven ging hij naar de Dienst Getijdewateren in Middelburg. Hij heeft zich hier vooral beziggehouden met het verbeteren van de dijkglooingen in de Oosterschelde (noodzakelijk vanwege de langdurige golfaanval op één niveau tijdens sluiting van de kering). Daarnaast heeft hij onderzoek gedaan naar de zandige kust en het effect van strandhoofden. In 1985 is hij overgeplaatst naar de Dienst Weg- en Waterbouwkunde. Daar was hij onder andere coördinator voor de Technische Adviescommissie voor de Waterkeringen. In die hoedanigheid  heeft hij het programma voor waterkeringsonderzoek voor de negentiger jaren van de 20e eeuw vormgegeven. Ook speelde hij een rol bij de totstandkoming van de kustnota “Kustverdediging na 1990” waarvoor hij onder andere de technische rapporten 7, 12 en 13 schreef.  Belangrijk basisdocument is hiervoor de definitie van de  “kustlijn”. In deze periode heeft hij ook een serie artikelen geschreven voor het tijdschrift OTAR over de basisprincipes van de kustwaterbouw. Uit deze tijd stamt ook het Handboek Zandsuppleties dat hij samen met Krystian Pilarczyk schreef.

## Unesco-IHE
in 1990 stapte hij over naar het IHE in Delft, nu een UNESCO organisatie. Hij werd daar hoofd van de afdeling hydraulic engineering en verantwoordelijk voor de opleiding van kustwaterbouwkundige ingenieurs uit ontwikkelingslanden. Hij is enige tijd voorzitter geweest van de werkgroep Zandige Kust van de TAW.  In deze tijd schreef hij de collegediktaten introduction to coastal engineering, revetments, sea-dikes and river levees en closure works.

### Internationaal
In een samenwerkingsverband met Indonesië heeft gewerkt aan de opzet van de bedrijsopleiding waterbouwkundige bij het Indonesische ministerie voor openbare werken in Bandung, het  "Bandung International Program in Water Resources Development (Bipowered)"   Hiervoor schreef hij samen met ir. G.J. Schlereck Pedoman Teknik Pantai (coastal engineering manual)
in deze periode is een langjarig project opgezet voor samenwerking met de Water Resources University in Hanoi (nu: Thuyloi University) voor het opzetten van een faculteit kustwaterbouwkunde. Hij heeft hiervoor zowel cursussen in Vietnam gegeven als Vietnamese studenten Delft opgeleid. Beide projecten zijn na de overstap naar de TU Delft voortgezet.

## TU Delft

### Onderwijs
In 2000 werd hij benoemd tot universitair hoofddocent aan de TU Delft voor het vakgebied van kust- en oeverwerken. Hij gaf daar de vakken bed, bank and shoreline protection, breakwaters and closure dams en coastal zone management. Daarnaast organiseerde hij een jaarlijks veldwerk in Bulgarije. Hij heeft de lesboeken voor deze vakken aangevuld, er is een apart lesboek verschenen over afsluitingswerken.

### Onderzoek en regelgeving
Bij het onderzoek aan de TU Delft lag de focus op de stabiliteit van breuksteen oeverconstructies en havendammen. Daarnaast is er onderzoek gedaan naar golfoploop. Veel van dat onderzoek is gedaan in het kader van afstudeerwerk van vele studenten. Dit werk is in 79 artikelen op internationale conferenties gepresenteerd, met name de ICCE en Copedec conferenties.
Hij is voorzitter geweest van de Nederlandse stuurgroep voor het schrijven van de internationale rock manual, waarvoor hij ook het hoofdstuk design of closure works geschreven heeft.

### Internationaal
Naast een voortzetting van de projecten in Indonesië en Vietnam heeft hij bij de TU Delft ook cursussen gegeven in  Bangladesh, Colombia, Zuid Afrika en Argentinië. Voor de haven van Londen is in het kader van een milieueffectrapportage geadviseerd over de sedimentatie. Voor HR Wallingford heeft hij een assessment gemaakt inzake de Computational and Physical Modeling on Saemangeum Closure Works.
Namens Nederland was hij lid van de Marine Commission van de PIANC. Hij heeft voor het congres in Sidney een enquête georganiseerd over de wenselijkheid van richtlijnen op dit vakgebied.Voor deze commissie heeft hij ook de PIANC-richtlijn 114 ''The stability of pattern placed revetment blocks"geschreven.

## Pensioen
In 2018 ging hij met pensioen, sinds zijn pensionering is hij actief in de Stichting Blauwe Lijn. Daar heeft hij onder andere het digitaal trésor der Hollandse waterbouw opgezet. Daarnaast heeft hij een aantal advieswerkzaamheden gedaan, onder andere voor de firma  Ward & Burke Construction Ltd. in Ierland.